# Mobignoriranje
Mobignoriranje (Phubbing) je izraz, ki je bil ustvarjen med kampanjo Macquarie Dictionary in opisuje dejanje, ko nekdo nekoga ignorira tako, da uporablja mobilni telefon. Beseda je sestavljena iz dveh izrazov "mobitel" in "ignorirati".